# Врата
За българското село с това име, вижте Врата
Врата е елемент, който обезпечава достъп или обратно, ограничава проникването в затворено пространство.
Най-ранните данни за врати са представени в рисунките от египетските гробници, в които те са показани като единични или двойни врати, всяка изработена от отделен вид дърво. В Египет, където климатът бил изключително сух, нямало опасност да се деформират, но в други страни било необходимо да се поставят в рамка, която според Витрувий се правела с отвесни и напречни греди. Най-древните врати от дървен материал са тези, направени за храма на цар Соломон от маслинено дърво. Вратите по времето на Омир били покривани със сребро и месинг. Освен маслиново дърво се използвали още бряст, кедър, дъб и кипарис. В Швейцария археолози откриват една от най-старите врати в Европа, датирана на около 5000 години. Тя е изработена от топола.
Вратите се делят на вътрешни и външни. Вътрешните се наричат също така и интериорни врати, а външните обикновено, бидейки вход за дом – входни врати. Новите тенденции за производство на врати са свързани с материали като MDF и HDF, миниатюрни дървесни частици, слепени и пресовани под налягане.
Най-големите съществуващи врати се намират в Космически център Джон Ф. Кенеди и по-специално в сградата, използвана за сглабянето на ракетите „Сатурн“. Вратите са четири на брой и всяка от тях е висока цели 139 метра (456 фута).
Най-старата действаща врата в Европа може да бъде открита в Уестминстърското абатство. Вратата е датирана от 1050 година и е изработена от пет вертикални дъбови дъски, съединени с метални планки в горната и долната си част. Учените, датирали вратата, смятат, че дървото, от което са направени дъските за вратата, е расло в периода 924 – 1030 година.